# Почапинці (Жмеринський район)
Поча́пинці — село в Україні, у Жмеринській міській громаді Жмеринського району Вінницької області.

## Географія
Селом протікає Безіменна річка, ліва притока Рівця.

## Історія села
Походження назви села Почапинці пов'язане з іменем пані Почапинської, дружини царського генерала, яка тимчасово проживала у селі. У часи його виникнення (XIV ст.) воно звалося «Селище».
Біля села, в урочищі Олексів ставок, розташоване давнє, поселення, яке характеризується червоною керамікою з монохромним малюнком і відноситься до
пізнього Трипілля (перша половина ІІІ тис. до н. е.). На жаль, точна дата заснування села невідома. На початку ХІХ ст. його головою був багатий пан Бахін, приблизно у ХІХ ст. В пана був свій маєток, своя баня, садки, ставки, конюшні. Рештки панського маєтку залишились й до тепер, під землею, але часто на місці шкільної площі діти знаходять шматки заліза, цегли, горщиків, іноді копійки.
На місці минулого панського маєтку Радянська влада збудувала школу. У роки Другої світової війни у стінах школи перебували нацисти.

## Село Почапинці
Зараз Почапинецька ЗОШ I–III ступенів повноцінно працює і випустила зі своїх мудрих стін багато поколінь! У школі два корпуси, це навчальний корпус та спортзал, інші приміщення обслуговують школу. У школі комфортно, у 2012 зроблено сучасні ремонти, у 2013 році школа змінила звичайний, старий котел на сучасний комплекс твердопаливних котлів.
У центрі села працюють два невеличкі приватні магазини, біля обного із них, через дорогу — Будинок культури, «Почапинецька бібліотека», Православна церква та медичний пункт, біля якого знаходиться сільська рада, неподалік «КОЛГОСП», який ще працює з минулого століття.
Село — мальовниче, є багато штучних водоймищ. На північному початку села знаходиться АС (автостоянка), біля неї кладовище (православне), на південному — приватні поля, трохи далі, у долині знаходиться ставок Вишнів. На східній частині знаходиться старий закинутий комплекс ферм, який зруйнували після Радянської влади. Ще є гарний, великий садок, поблизу якого ще кілька водоймищ. На заході село плавно переходить в невеличкий хутір, у якому ґрунтові та вузькі дороги.
Можна сказати, що Почапинці — це світ гармонії.
12 червня 2020 року, відповідно до Розпорядження Кабінету Міністрів України від  № 707-р «Про визначення адміністративних центрів та затвердження територій територіальних громад Вінницької області», увійшло до складу Жмеринської міської громади.
19 липня 2020 року, в результаті адміністративно-територіальної реформи та ліквідації Жмеринського району, село увійшло до складу новоутвореного Жмеринського району.

## Відомі уродженці
- Рябчук Василь Петрович (1939) — український лісівник, доктор сільськогосподарських наук, професор.